# 빈장성
빈장성(중국어 간체자: 滨江省, 정체자: 濱江省, 병음: Bìnjiāng, 한국어: 빈강성)은 만주국의 성이다. 약칭은 빈(濱)이다. 1934년 7월, 만주국 정부는 헤이룽장성(黑龙江省)과 지린성(吉林省)의 일부 지역에 빈장성을 신설하였다. 1945년 8월, 만주국의 해체와 더불어서 자연 소멸하였다. 

## 같이 보기
- 만주국의 행정 구역